# Peromyscus eremicus interparietalis
Peromyscus eremicus interparietalis is een zoogdier uit de familie van de Cricetidae. De wetenschappelijke naam van de soort werd voor het eerst geldig gepubliceerd door Burt in 1932.